# Estación de Redondela-Picota
Redondela-Picota es un apeadero ferroviario español situado en el municipio de Redondela, en la provincia de Pontevedra, comunidad autónoma de Galicia. Cuenta con servicios de Media Distancia. 
En el municipio existen otras dos estaciones, Redondela, donde paran también trenes de Larga Distancia, y Redondela AV, siendo esta la estación de la alta velocidad.

## Denominación
Lleva el nombre de la Rúa da Picota, calle situada en el entorno de la estación.

## Situación ferroviaria
Se encuentra en el punto kilométrico 1,084 de la línea férrea de ancho convencional que une Redondela con Santiago de Compostela, entre las estaciones de Redondela y Cesantes. Se encuentra a 27 metros de altitud y está situado en un tramo de vía única electrificada (3kV CC).

## Historia
El apeadero fue abierto el 1 de julio de 1884 con la inauguración del ramal de Redondela hasta Pontevedra por parte de la Compañía del Ferrocarril de Medina a Zamora y de Orense a Vigo (generalmente abreviada como MZOV) cuando había concluido el trazado de la línea férrea que unía Monforte de Lemos con Vigo y que se pretendía prolongar a Portugal. En 1928, los graves problemas económicos que sufrían las empresas que gestionaban las líneas férreas del oeste español llevaron al estado a la nacionalización de las mismas y a su agrupación en la Compañía Nacional de los Ferrocarriles del Oeste. En 1941, Oeste se integraría como el resto de compañías ferroviarias españolas en RENFE.
Desde el 31 de diciembre de 2004 Renfe Operadora explota la línea mientras que Adif es la titular de las instalaciones ferroviarias.

## La estación
Redondela-Picota está situada dentro del núcleo urbano de Redondela, teniendo una ubicación más céntrica que la estación principal de la villa, Redondela. Actualmente es considerada como un apeadero. Carece de edificio de viajeros, teniendo únicamente una marquesina para poder resguardarse. El apeadero tiene un único andén y una sola vía.

## Servicios Ferroviarios

### Media Distancia
En Redondela-Picota paran varios trenes de Media Distancia al día, comercializados como Regional, que tienen como paradas principales las ciudades de Vigo, Pontevedra, Santiago de Compostela y La Coruña.
| Línea MD | Servicio | Origen/Destino         | Paradas intermedias | Destino/Origen         |
| -------- | -------- | ---------------------- | --- | ---------------------- |
| 1        | Regional | La Coruña              | Uges · Cerceda-Meirama · Órdenes · Santiago de Compostela · Osebe · Padrón · Puentecesures · Catoira · Villagarcía de Arosa · Portela · Pontevedra · Arcade · Redondela-Picota · Redondela        | Vigo-Guixar            |
| 1        | Regional | La Coruña              | Uges · Cerceda-Meirama · Órdenes · Santiago de Compostela · Padrón · Puentecesures · Catoira · Villagarcía de Arosa · Pontevedra-Universidad · Pontevedra · Arcade · Redondela-Picota · Redondela | Vigo-Guixar            |
| 1        | Regional | La Coruña              | Uges · Cerceda-Meirama · Órdenes · Santiago de Compostela · Padrón · Puentecesures · Catoira · Villagarcía de Arosa · Pontevedra · Arcade · Redondela-Picota · Redondela                          | Vigo-Guixar            |
| 1        | Regional | La Coruña              | Cerceda-Meirama · Santiago de Compostela · Padrón · Puentecesures · Catoira · Villagarcía de Arosa · Pontevedra · Arcade · Redondela-Picota · Redondela                                           | Vigo-Guixar            |
| 1        | Regional | Santiago de Compostela | Padrón · Puentecesures · Catoira · Villagarcía de Arosa · Pontevedra · Arcade · Cesantes · Redondela-Picota · Redondela                                                                           | Vigo-Guixar            |
| 1        | Regional | Santiago de Compostela | Padrón · Puentecesures · Catoira · Villagarcía de Arosa · Pontevedra · Arcade · Redondela-Picota · Redondela                                                                                      | Vigo-Guixar            |
| 1        | Regional | Vigo-Guixar            | Redondela · Redondela-Picota · Arcade · Pontevedra · Pontevedra-Universidad · Villagarcía de Arosa · Catoira · Puentecesures · Padrón · Santiago de Compostela · Cerceda-Meirama · Uges           | La Coruña              |
| 1        | Regional | Vigo-Guixar            | Redondela · Redondela-Picota · Cesantes · Arcade · Pontevedra · Portela · Villagarcía de Arosa · Catoira · Puentecesures · Padrón · Osebe                                                         | Santiago de Compostela |